# El acompañante
El acompañante es una película dramática producida entre Cuba, Colombia, Francia, Panamá y Venezuela. Dirigida por Pavel Giroud, fue estrenada en las salas colombianas el 2 de mayo de 2019. La película ganó, entre otros galardones, el premio del público en el Festival Internacional de Cine de Miami y el premio al mejor guion en el Havana Film Festival de Nueva York.

## Sinopsis
Horacio Romero, un exitoso boxeador cubano, acaba de dar positivo en un control antidopaje. Como castigo es enviado a Los Cocos, un sanatorio militar en el que ingresan los enfermos de VIH obligatoriamente, y de donde pueden salir solo una vez a la semana bajo la vigilancia de los llamados "acompañantes", de los que Horacio ahora hace parte.

## Reparto
- Yotuel Romero
- Armando Miguel
- Broselianda Hernández
- Camila Arteche
- Salvo Basile